# Partido Comunista de los Trabajadores (Italia)
El Partido Comunista de los Trabajadores (Partito Comunista dei Lavoratori, PCL) es un partido trotskista italiano fundado en 2006 como escisión de Refundación Comunista, del que era fracción interna; en las elecciones de 2009 consiguiò 0,56% de los votos, hasta llegar a los 0,02% (2022 senado).